# Arte comunitario
El arte comunitario o arte basado en la comunidad se refiere a cualquier práctica artística que, en un mismo proyecto o actividad, involucra a agentes y a comunidades en procesos creativos de carácter colaborativo y transformador. Las obras de este género son promovidas por artistas individuales, colectivos, instituciones u otros agentes culturales para dinamizar la interacción y el diálogo en contextos comunitarios. Tiene un carácter participativo, inclusivo y experimental, cuyo objetivo es facilitar la participación de la ciudadanía en la vida cultural y de esta manera posibilitar el ejercicio de los Derechos culturales. Puede implicar desde las artes visuales hasta el teatro, la  danza, la música, la artesanía o las fiestas tradicionales. El término surgió en la década de los 60 en diferentes países anglosajones, siendo en la actualidad una práctica vigente en constante reformulación, definición y expansión. El arte comunitario es una manera de activar la mediación cultural. 

## Orígenes
El concepto de arte comunitario está muy relacionado con la evolución del término "arte público". A mediados del Siglo XX, a raíz de los cambios que la esfera artística sufre con las revoluciones de las vanguardias y sus cosmovisiones, el arte comienza a salir de los circuitos comerciales y los museos. Expande sus posibilidades hacia otros formatos más conceptuales y experimentales, produciendo un punto de inflexión y generando una necesidad de repensar las categorías. Con el surgimiento de diferentes corrientes artísticas desde los años 60 y la influencia del activismo, el arte en los espacios públicos amplía su tradicional función conmemorativa, dando lugar al arte público. Sumado al proceso de desmaterialización de la obra de arte producido por influjo del Arte conceptual, los artistas apuestan por nuevos métodos de intervención del espacio público.  Estos trabajos recibirán diferentes denominaciones: arte de paisaje (land art), earthworks, arte site-specific, arte contextual, arte con un interés público, y entre ellos, arte comunitario. Estas denominaciones surgen en el seno del debate por conceptualizar los nuevos géneros del arte público. El arte comunitario se caracteriza por incluir prácticas artísticas que promueven la atención hacia luchas políticas y sociales.  

## Cualidades
Estas prácticas, pese a su heterogeneidad y diversidad, comparten algunas características comunes que dependen del contexto específico: “En ellas confluyen el activismo social, la redefinición de audiencias, la relevancia de los colectivos marginados y una metodología de colaboración. El arte se defiende como poder político, que potencia diferentes formas de asociación. Son trabajos menos concretos y menos simples, generalmente de naturaleza efímera, y con una inestabilidad interpretativa característica del arte conceptual. A estas propuestas se les denomina cada vez más arte basado en la comunidad, es decir, proyectos que son realizados por artistas que crean grupos con otros artistas o individuos no relacionados con arte en comunidades concretas”.
El artista que trabaja en estos proyectos, se compromete con la comunidad o colectivos fomentando mediante el diálogo y las prácticas artísticas procesos de empoderamiento.  Se transforma así en un organizador – cooperador con múltiples roles, propicia redes de trabajo y vínculos con las comunidades y agentes involucrados.  El valor de estas actividades reside en su facultad de despertar un proceso continuo de crítica social y la creación de nuevas narrativas locales.
Los públicos de las propuestas de arte comunitario pueden ser múltiples. Van desde comunidades específicas hasta públicos más generales. Normalmente estos proyectos identifican conflictos o retos dentro de las comunidades para, a través del proceso y sin un fin únicamente expositivo, buscar posibles soluciones o alternativas. 

## Tejido de arte comunitario
Existe una amplia red de personas, cooperativas, colectivos, asociaciones e instituciones involucradas en el arte comunitario:
- Red de Espacios y Agentes de Cultura Comunitaria (REACC). Se sitúa en el territorio español y agrupa varias asociaciones y colectivos nacionales.[9]

- Cultura Viva Comunitaria (CVC), realiza un mapeo que reúne las distintas prácticas comunitarias existentes en 22 países del territorio latinoamericano y organiza congresos en torno al concepto de cultura viva.[10]